# بمسترون
بمسترون (انگلیسی: Bemesetron) دارویی است که به عنوان یک آنتاگونیست در گیرنده 5HT3 عمل می‌کند. این دارو دارای اثرات ضد استفراغ قابل مقایسه با متوکلوپرامید است، اما از نظر بالینی استفاده نمی‌شود، در عوض کاربرد اصلی آن در تحقیقات علمی مطالعه نقش گیرنده 5HT3 در اعمال مواد مخدر است.

## همچنین ببینید
- تروپیسترون
- گرانیسترون